# Marreith (Gemeinde Gutau)
Marreith (auch: Marreitertal) ist eine Ortschaft in der Marktgemeinde Gutau im Bezirk Freistadt in Oberösterreich.

## Geographie

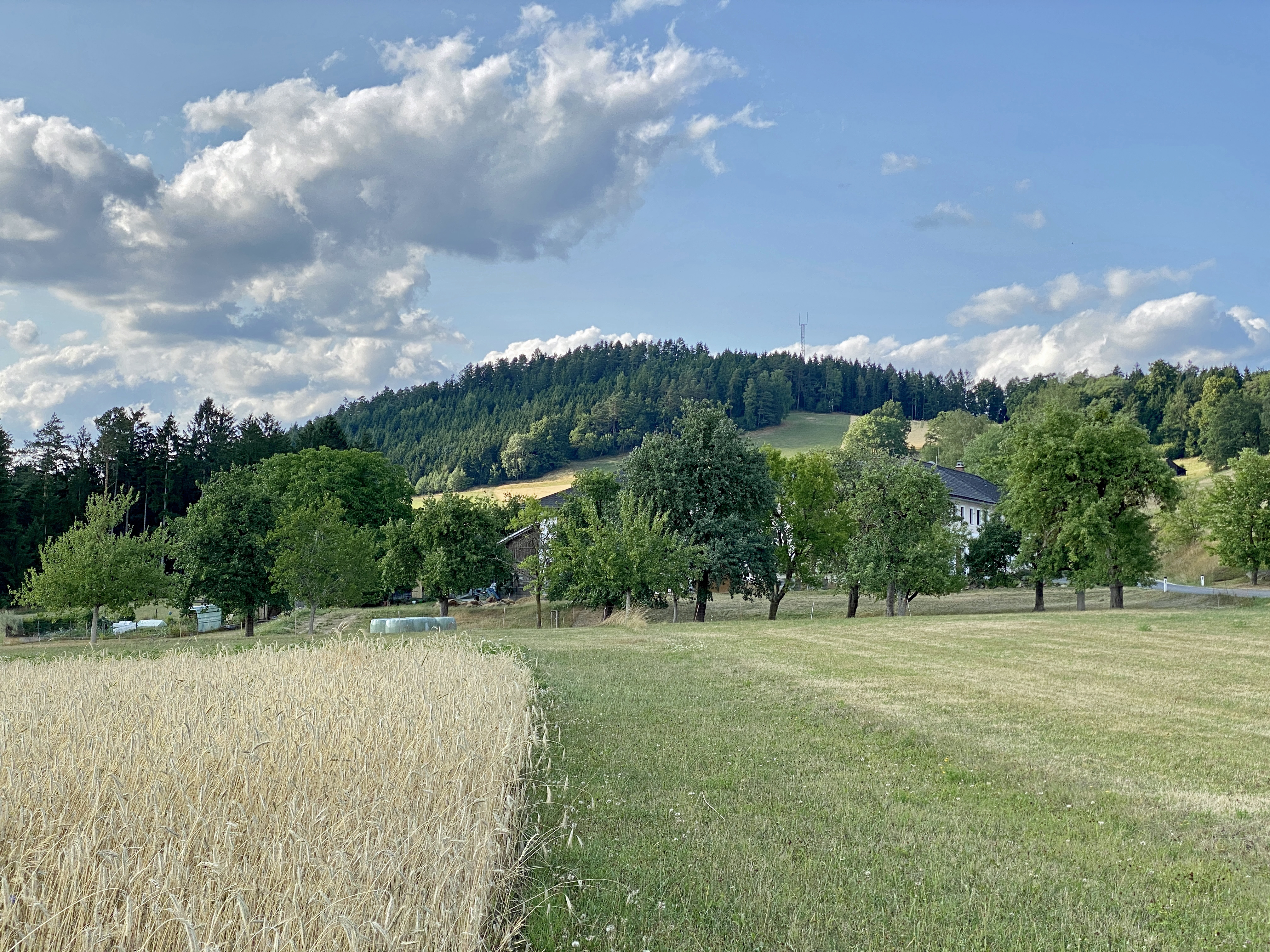
Der Boblberg in Marreith

Marreith gehört zur Katastralgemeinde Hundsdorf. Die Ortschaft umfasst die gleichnamigen zerstreuten Häuser Marreith und den Weiler Pesenberg sowie die Einzelhöfe Boblmayr, Höferhäuser, Nödling, Rastberger, Schafflmühle und Wenigeder. Sie zählte am 1. April 2020 40 Adressen.
Marreith liegt im Aist-Naarn-Kuppenland und in den Einzugsgebieten der Waldaist und des Bachs von Wenigeder. Im Norden der Ortschaft erhebt sich der Boblberg (674 m ü. A.).

## Geschichte
Um das Jahr 1230 wurde der Ort urkundlich erstmals als Modeerreute erwähnt. Der Ortsname leitet sich entweder von Mad(er)reut für ‚Rodung auf moorigem, sumpfigen Boden‘ bzw. ‚Wiesengrund auf Rodungsboden‘ oder von den Personennamen Mad oder Mader ab. In dieser Gegend lebte um das Jahr 1270 ein Mann namens Chunradus Mader.

## Verkehr
Durch den Süden der Ortschaft verläuft die Landesstraße L1415 (Aisttalstraße).